# The Muppets
The Muppets (Brasil: Os Muppets / Portugal: Os Marretas) é um universo ficcional cujos personagens-título, conhecidos com seu estilo surrealista, absurdo, burlesco, meta, autorreferencial, e humorístico de comedia de esquetes e variedades. Criados por Jim Henson em 1955, já estrelaram inúmeras séries de televisão, especiais de televisão, telefilme e filmes de cinema. Essas produções quase sempre incluem humanos e muppets convivendo. Os muppets podem ser animais, humanóides, monstros, extraterrestres ou criaturas inventadas. A franquia é atualmente na propriedade The Muppets Studio, a subsidiária da The Walt Disney Company, depois que a Disney comprou os direitos da franquia na The Jim Henson Company desde 2004.
Os Muppets se originaram na série curta de televisão Sam and Friends, que foi ao ar de 1955 a 1961. Após as aparições em programas de entrevistas noturnos e em publicidade durante a década de 1960, os Muppets começaram a aparecer na Sesame Street (1969-presente), e alcançaram status de celebridade e reconhecimento internacional através do The Muppet Show (1976–1981), que recebeu quatro prêmios Primetime Emmy e 21 indicações durante seus cinco anos.
Durante as décadas de 1970 e 1980, os Muppets diversificaram-se em filmes teatrais, incluindo The Muppet Movie (1979); The Great Muppet Caper (1981); e The Muppets Take Manhattan (1984).
A Disney começou a se envolver com eles no final dos anos 1980, durante a qual Henson entrou em negociações para vender a The Jim Henson Company. Os Muppets continuaram sua presença na mídia na televisão com Muppet Babies (1984–91), bem como The Jim Henson Hour (1989) e Muppets Tonight (1996–98), ambos semelhantes em formato ao The Muppet Show, e três filmes: The Muppet Christmas Carol (1992), Muppet Treasure Island (1996) e Muppets from Space (1999).
A Disney adquiriu os direitos dos Muppets em fevereiro de 2004, permitindo que os personagens ganhassem exposição pública mais ampla do que nos anos anteriores. As exceções incluem os direitos sobre os personagens de Sesame Street (os quais já haviam sido vendidos para a Sesame Workshop) e os fraggles da série Fraggle Rock (os quais ainda pertencem à Jim Henson Company), apesar do termo "muppet" continuar a ser usado pela Sesame Workshop e pela Jim Henson Company em seus personagens, com certas condições.
Sob a Disney, os projetos subsequentes incluíram dois filmes: The Muppets (2011) e Muppets Most Wanted (2014); uma série de televisão homônimo (2015–2016);
um reboot de Muppet Babies (2018-2022); o websérie Agora Muppets (2020); o especial de halloween Muppets Haunted Mansion (2021) e a série de televisão via streaming The Muppets Mayhem (2023).

## Muppets mais populares
- Kermit (Caco, o Sapo; Sapo Cocas)
- Miss Piggy
- Ênio (Egas)
- Beto (Becas)
- Rowlf
- Cookie Monster (Come-Come; Monstro das Bolachas)[10]
- Big Bird (Garibaldo; Poupas Amarelo)
- Oscar (Ferrão)
- Gonzo
- Rizzo
- Urso Fozzie
- Robin
- Scooter
- Dr. Bunsen Honeydew
- Cozinheiro Sueco
- Statler e Waldorf

## Filmografia

### Filmes

#### Para cinema
- 1979 - The Muppet Movie
- 1981 - The Great Muppet Caper
- 1984 - The Muppets Take Manhattan
- 1992 - The Muppet Christmas Carol
- 1996 - Muppet Treasure Island
- 1999 - Muppets from Space
- 2011 - The Muppets
- 2014 - Muppets Most Wanted

#### Para home video
- 1994 - Muppet Classic Theater
- 2002 - Kermit's Swamp Years

#### Para televisão
- 2002 - It's a Very Merry Muppet Christmas Movie
- 2005 - The Muppets' Wizard of Oz

### Séries de televisão
- 1955 - 1961 - Sam and Friends
- 1976 - 1981 - The Muppet Show
- 1984 - 1990 - Muppet Babies
- 1985 - Little Muppet Monsters
- 1989 - The Jim Henson Hour
- 1996 - 1998 - Muppets Tonight
- 2006 - Muppets TV
- 2015 - Muppet Moments
- 2015 - 2016 - The Muppets
- 2018 - 2022 - Muppet Babies
- 2020 - Agora Muppets
- 2023 - The Muppets Mayhem

## Muppeteers
Visto que os muppets são fantoches, os "muppeteers" são as pessoas que trabalham manuseando estes fantoches para dar vida aos personagens. Quase sempre eles também dublam seus personagens.
- Jim Henson - Caco, o Sapo, Rowlf, Ênio, Guy Smiley, Cozinheiro Sueco, Waldorf, Capitão Link Hogthrob, Dr. Dentuço e outros.
- Jerry Nelson - Baskerville, Droop, Sherlock Hemlock, Sr. Johnson, Robin, Sr. Snuffleupagus, Conde, Gobo Fraggle, Dr. Julius Strangepork e outros.
- Frank Oz - Beto, Cookie Monster, Grover, George o zelador, Miss Piggy, Urso Fozzie, Águia Sam e outros.
- Caroll Spinney - Garibaldo, Oscar e Bruno o lixeiro.
- Dave Goelz - Gonzo, Brewster, Boober Fraggle, Tio Matt, Dr. Bunsen Honeydew e outros.
- Richard Hunt - Scooter, Sweetums, Statler, Mildred, Forgetful Jones, Beaker e outros.
- Steve Whitmire - Wembley Fraggle, Rizzo e outros.
- Kevin Clash - Elmo, Hoots e Clifford.
- Bill Barretta - Johnny Fiama, Pepe, Bobo e outros.
- Brian Henson - Sal, Seymour, Dr. Phil van Neuter, Nigel e outros.
- Karen Prell - Red Fraggle.
- Marty Robinson - Telly e outros.
- David Rudman - Baby Bear.
- Joey Mazzarino - Papa Bear.
- Stephanie D’Abruzzo - Curly Bear.
- John Lovelady - Frackles, Crazy Harry e outros.
- Kathryn Mullen - Mokey Fraggle.
- Mary Jacobson - Irvine

## Nota
1. ↑  Os direitos de distribuição foram adquiridos pela The Jim Henson Company da ITC Entertainment em agosto de 1984.[11] Os direitos foram então adquiridos pelo Walt Disney Studios após a aquisição da franquia Muppets por sua empresa-mãe em 2004. Os filmes já foram reeditados como lançamentos da Walt Disney Pictures.